# La Celle-Dunoise
Pour les articles homonymes, voir La Celle.
La Celle-Dunoise (cellois : La Cèle) est une commune française située dans le département de la Creuse en région Nouvelle-Aquitaine.

## Géographie

### Localisation
La commune est située à environ 20 kilomètres au nord-ouest de Guéret.

### Communes limitrophes
| Fresselines             | Chambon-Sainte-Croix | Chéniers       |
| Villard                 | La Celle-Dunoise     | Le Bourg-d'Hem |
| Saint-Sulpice-le-Dunois | Bussière-Dunoise     | Anzême         |

### Hydrographie et hameaux, écarts et lieux-dits
La commune s'étend de part et d'autre de la Grande Creuse et comporte 38 hameaux, écarts ou lieux-dits : Le Bachelier, Beausoleil, La Betoulle, Bouéry, La Brande, La Brousse, La Bussière, Caux, Cessac, La Chaize, Le Chaugat, Les Chiers, Le Chiron, Le Cluzeau, Les Combres, Le Couraud, Le Couret, La Font-Pouzet, La Gilardière, Grand-Marseuil, Les Granges, Le Jouillat, Lage, Lavaud, Longsagne, Petit-Marseuil, Le Poirier, Puy- Chevalier, Puyduris, Puylareau, Puymanteau, Puymartin, Puyredeuil, La Tronchette, La Vallade, La Villatte, Villejeux et Villemore.

### Climat
Pour des articles plus généraux, voir Climat de la Nouvelle-Aquitaine et Climat de la Creuse.
Historiquement, la commune est dans une zone de transition entre le climat océanique limousin et le climat montagnard.  
En 2020, Météo-France publie une typologie des climats de la France métropolitaine dans laquelle la commune est dans une zone de transition entre le climat océanique altéré et le climat de montagne et est dans la région climatique  Ouest et nord-ouest du Massif Central, caractérisée par une pluviométrie annuelle de 900 à 1 500 mm, maximale en automne et en hiver.
Pour la période 1971-2000, la température annuelle moyenne est de 11,1 °C, avec  une amplitude thermique annuelle de 15,3 °C. Le cumul annuel moyen de précipitations est de 928 mm, avec 12,4 jours de précipitations en janvier et 7,9 jours en juillet. Pour la période 1991-2020, la température moyenne annuelle observée sur la station météorologique la plus proche, située sur la commune de Dun-le-Palestel à 8,06 km à vol d'oiseau, est de 0,0 °C et le cumul annuel moyen de précipitations est de 0,0 mm,. Pour l'avenir, les paramètres climatiques de la commune estimés pour 2050 selon différents scénarios d’émission de gaz à effet de serre sont consultables sur un site dédié publié par Météo-France en novembre 2022.

## Urbanisme

### Typologie
Au 1er janvier 2024, La Celle-Dunoise est catégorisée commune rurale à habitat très dispersé, selon la nouvelle grille communale de densité à 7 niveaux définie par l'Insee en 2022.
Elle est située hors unité urbaine. Par ailleurs la commune fait partie de l'aire d'attraction de Guéret, dont elle est une commune de la couronne,. Cette aire, qui regroupe 72 communes, est catégorisée dans les aires de moins de 50 000 habitants,.

### Occupation des sols
L'occupation des sols de la commune, telle qu'elle ressort de la base de données européenne d’occupation biophysique des sols Corine Land Cover (CLC), est marquée par l'importance des territoires agricoles (79,6 % en 2018), une proportion sensiblement équivalente à celle de 1990 (80 %). La répartition détaillée en 2018 est la suivante : 
zones agricoles hétérogènes (40,4 %), prairies (36,1 %), forêts (18,3 %), terres arables (3,1 %), zones urbanisées (1,4 %), eaux continentales (0,7 %). L'évolution de l’occupation des sols de la commune et de ses infrastructures peut être observée sur les différentes représentations cartographiques du territoire : la carte de Cassini (XVIIIe siècle), la carte d'état-major (1820-1866) et les cartes ou photos aériennes de l'IGN pour la période actuelle (1950 à aujourd'hui).

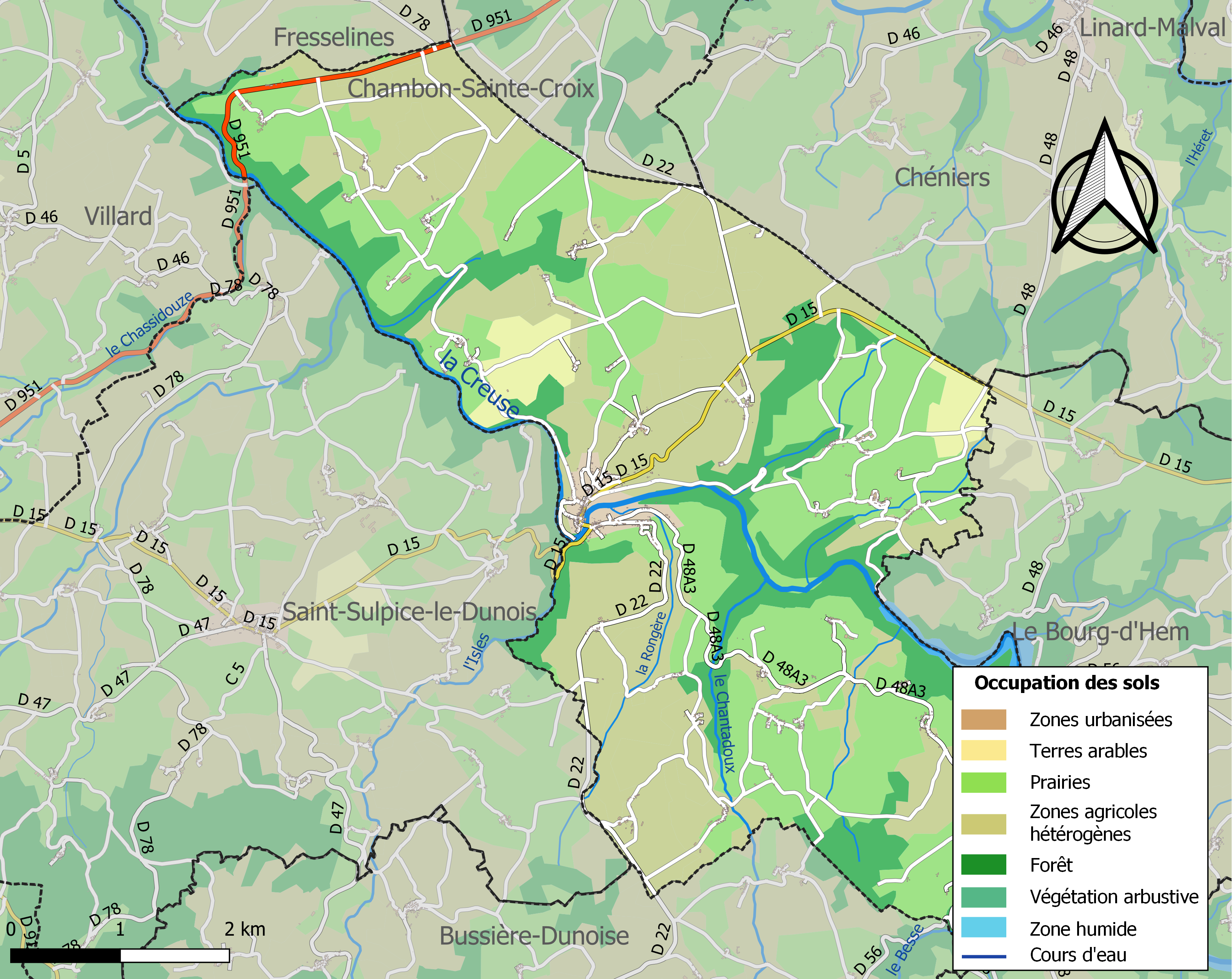
Carte des infrastructures et de l'occupation des sols de la commune en 2018 (CLC).

### Risques majeurs
Le territoire de la commune de La Celle-Dunoise est vulnérable à différents aléas naturels : météorologiques (tempête, orage, neige, grand froid, canicule ou sécheresse), inondations et séisme (sismicité faible). Il est également exposé à un risque technologique, la rupture d'un barrage, et à un risque particulier : le risque de radon. Un site publié par le BRGM permet d'évaluer simplement et rapidement les risques d'un bien localisé soit par son adresse soit par le numéro de sa parcelle.

#### Risques naturels
Certaines parties du territoire communal sont susceptibles d’être affectées par le risque d’inondation par débordement de cours d'eau, notamment la Creuse. La commune a été reconnue en état de catastrophe naturelle au titre des dommages causés par les inondations et coulées de boue survenues en 1982 et 1999,.

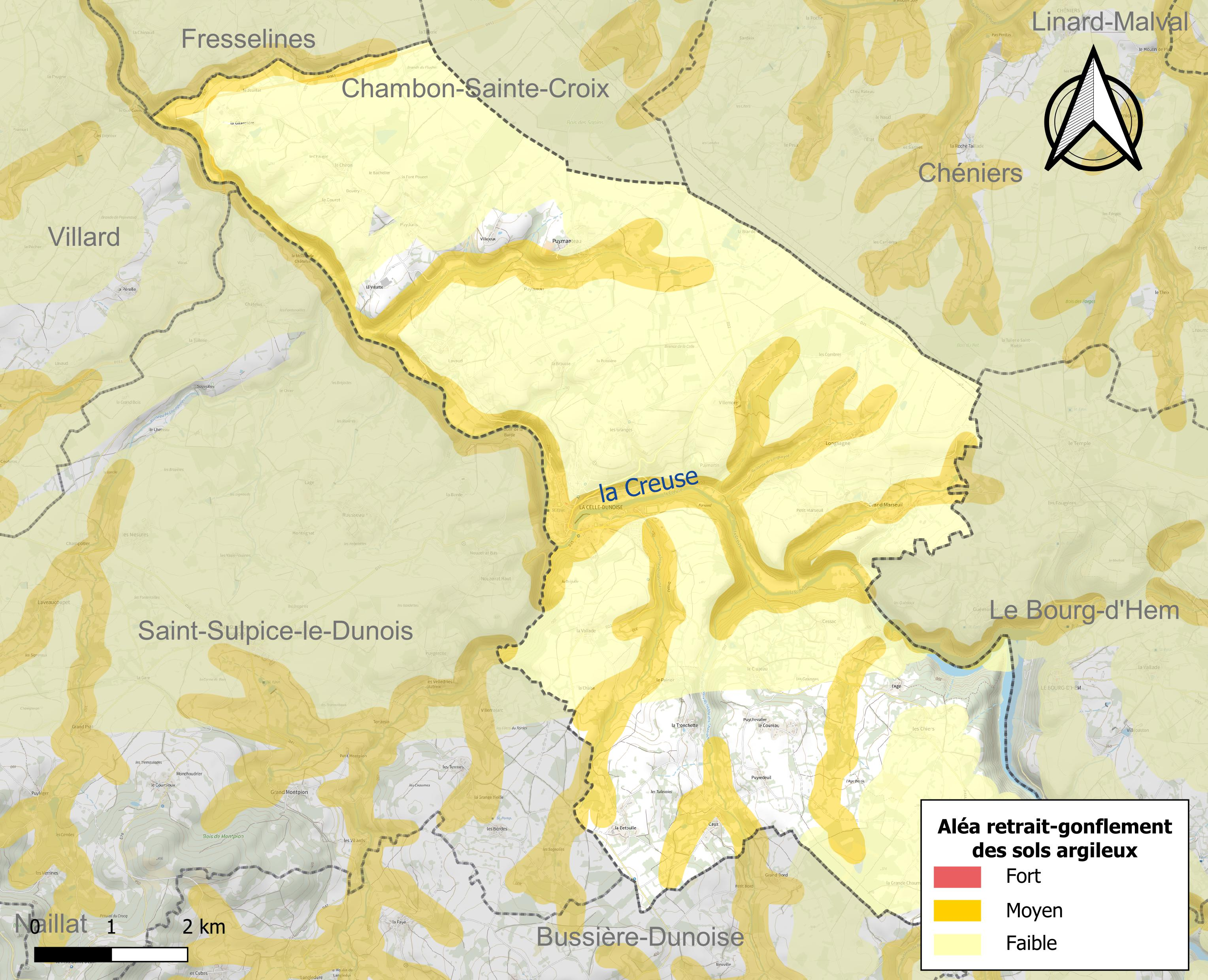
Carte des zones d'aléa retrait-gonflement des sols argileux de La Celle-Dunoise.

Le retrait-gonflement des sols argileux est susceptible d'engendrer des dommages importants aux bâtiments en cas d’alternance de périodes de sécheresse et de pluie. 25 % de la superficie communale est en aléa moyen ou fort (33,6 % au niveau départemental et 48,5 % au niveau national). Sur les 568 bâtiments dénombrés sur la commune en 2019, 198 sont en aléa moyen ou fort, soit 35 %, à comparer aux 25 % au niveau départemental et 54 % au niveau national. Une cartographie de l'exposition du territoire national au retrait gonflement des sols argileux est disponible sur le site du BRGM,.
Par ailleurs, afin de mieux appréhender le risque d’affaissement de terrain, l'inventaire national des cavités souterraines permet de localiser celles situées sur la commune.
Concernant les mouvements de terrains, la commune a été reconnue en état de catastrophe naturelle au titre des dommages causés par des mouvements de terrain en 1999.

#### Risques technologiques
La commune est en outre située en aval du  barrage de Confolent, un ouvrage sur la Creuse de classe A soumis à PPI, disposant d'une retenue de 4,7 millions de mètres cubes. À ce titre elle est susceptible d’être touchée par l’onde de submersion consécutive à la rupture de cet ouvrage.

#### Risque particulier
Dans plusieurs parties du territoire national, le radon, accumulé dans certains logements ou autres locaux, peut constituer une source significative d’exposition de la population aux rayonnements ionisants. Certaines communes du département sont concernées par le risque radon à un niveau plus ou moins élevé. Selon la classification de 2018, la commune de La Celle-Dunoise est classée en zone 3, à savoir zone à potentiel radon significatif.

#### Transports en commun
- Réseau TransCreuse

## Toponymie
La Celle en 1793, La Celle-Dunois en 1801.
Son nom fait référence au pays "Dunois" (ainsi nommé en référence à Dun-le-Palestel, l'antique Dunum), comme celui d'autres communes (Bussière-Dunoise, Saint-Sulpice-le-Dunois).
Le nom de la localité est mentionné sous les formes latinisées Ecclesia de Cella en 1154, Prior de Cella en 1216, Ecclesia de Cella dunensi en 1339 qui montre que l'adjectif dunoise (latinisé en dunensi) est déjà attesté au Moyen Âge,.
Les mot Celle et Cela en toponymie signifient « cellule, ermitage, dépendance d'un monastère » tant en langue d'oïl qu'en occitan qui est parlé localement. Ici il s'agit du terme occitan générique Cela qui a été francisé, généralement en Celle dans les noms de lieux. En marchois, dialecte qui est parlé sur place le « a » final occitan n'existant pas il est remplacé par un « e » muet comme en français. La Cela en ancien occitan devient donc La Cele en marchois moderne, facilitant la francisation en La Celle.

## Histoire
La Celle-Dunoise a des origines gallo-romaines, comme en témoignent différents vestiges découverts sur le territoire de la commune. Elle se situe sur le tracé d'une ancienne voie gallo-romaine venant d'Aigurande (Equoranda), qui bifurquait à Chambon-Sainte-Croix (Cambo), passait par le hameau de Puy-Manteau, traversait la Creuse à Cella, pour rejoindre ensuite Salagnac (Salaniacum), Saint-Goussaud et enfin Limoges (Augustoritum).
Un château fort y avait été édifié au XIIe siècle. Il fut détruit vers 1500. Il appartenait à la famille de La Celle, citée pour la première fois au milieu du XIe siècle, l’une des plus puissantes de la Marche au Moyen Âge. Il n'en subsiste rien aujourd'hui.

## Politique et administration

### Liste des maires
| Période                                  | Période       | Identité             | Étiquette | Qualité                     |
| ---------------------------------------- | ------------- | -------------------- | --------- | --------------------------- |
| Les données manquantes sont à compléter. |               |                      |           |                             |
|                                          |               |                      |           |                             |
| mars 2001                                | mars 2014     | Jean-Marie Sachet    |           |                             |
| mars 2014                                | novembre 2021 | Claude Landos        | SE        | Docteur en médecin générale |
| décembre 2021                            | En cours      | Jacques-André Boquet | SE        |                             |

### Politique environnementale
Dans son palmarès 2024, le Conseil national de villes et villages fleuris de France a attribué deux fleurs à la commune.

## Population et société

### Démographie
L'évolution du nombre d'habitants est connue à travers les recensements de la population effectués dans la commune depuis 1793. Pour les communes de moins de 10 000 habitants, une enquête de recensement portant sur toute la population est réalisée tous les cinq ans, les populations de référence des années intermédiaires étant quant à elles estimées par interpolation ou extrapolation. Pour la commune, le premier recensement exhaustif entrant dans le cadre du nouveau dispositif a été réalisé en 2004.

En 2022, la commune comptait 532 habitants, en évolution de −2,03 % par rapport à 2016 (Creuse : −3,32 %, France hors Mayotte : +2,11 %).
| 1793  | 1800  | 1806  | 1821  | 1831  | 1836  | 1841  | 1846  | 1851  |
| ----- | ----- | ----- | ----- | ----- | ----- | ----- | ----- | ----- |
| 1 821 | 1 727 | 1 508 | 1 848 | 1 858 | 1 914 | 1 953 | 1 976 | 1 995 |

| 1856  | 1861  | 1866  | 1872  | 1876  | 1881  | 1886  | 1891  | 1896  |
| ----- | ----- | ----- | ----- | ----- | ----- | ----- | ----- | ----- |
| 1 935 | 1 842 | 1 858 | 1 776 | 1 902 | 1 820 | 1 880 | 1 800 | 1 740 |

| 1901  | 1906  | 1911  | 1921  | 1926  | 1931  | 1936  | 1946  | 1954  |
| ----- | ----- | ----- | ----- | ----- | ----- | ----- | ----- | ----- |
| 1 666 | 1 607 | 1 549 | 1 350 | 1 282 | 1 230 | 1 192 | 1 095 | 1 005 |

| 1962 | 1968 | 1975 | 1982 | 1990 | 1999 | 2004 | 2006 | 2009 |
| ---- | ---- | ---- | ---- | ---- | ---- | ---- | ---- | ---- |
| 898  | 880  | 732  | 668  | 589  | 598  | 610  | 606  | 607  |

| 2014 | 2019 | 2022 | - | - | - | - | - | - |
| ---- | ---- | ---- | - | - | - | - | - | - |
| 547  | 541  | 532  | - | - | - | - | - | - |

## Économie
On y trouve un cabinet médical, neuf artisans œuvrant essentiellement dans le secteur du bâtiment (couverture, plomberie-chauffage, électricité, menuiserie, etc.), un salon de coiffure, deux restaurants-bars et un petit magasin de produits alimentaires locaux. La commune est le siège social d'une cartonnerie dont les ateliers se situent à Bonnat. Quatre artistes peintres ou créateurs d'objets d'art ou de bijoux sont également installés à La Celle-Dunoise. L'école primaire fonctionne dans le cadre d'un accord avec la commune limitrophe de Saint-Sulpice-le-Dunois.
Un camping et des chalets en location permettent d'accueillir l'été des touristes à l'intention desquels ont été aménagés deux courts de tennis ainsi qu'une baignade sur la rive gauche de la Creuse.

## Culture locale et patrimoine

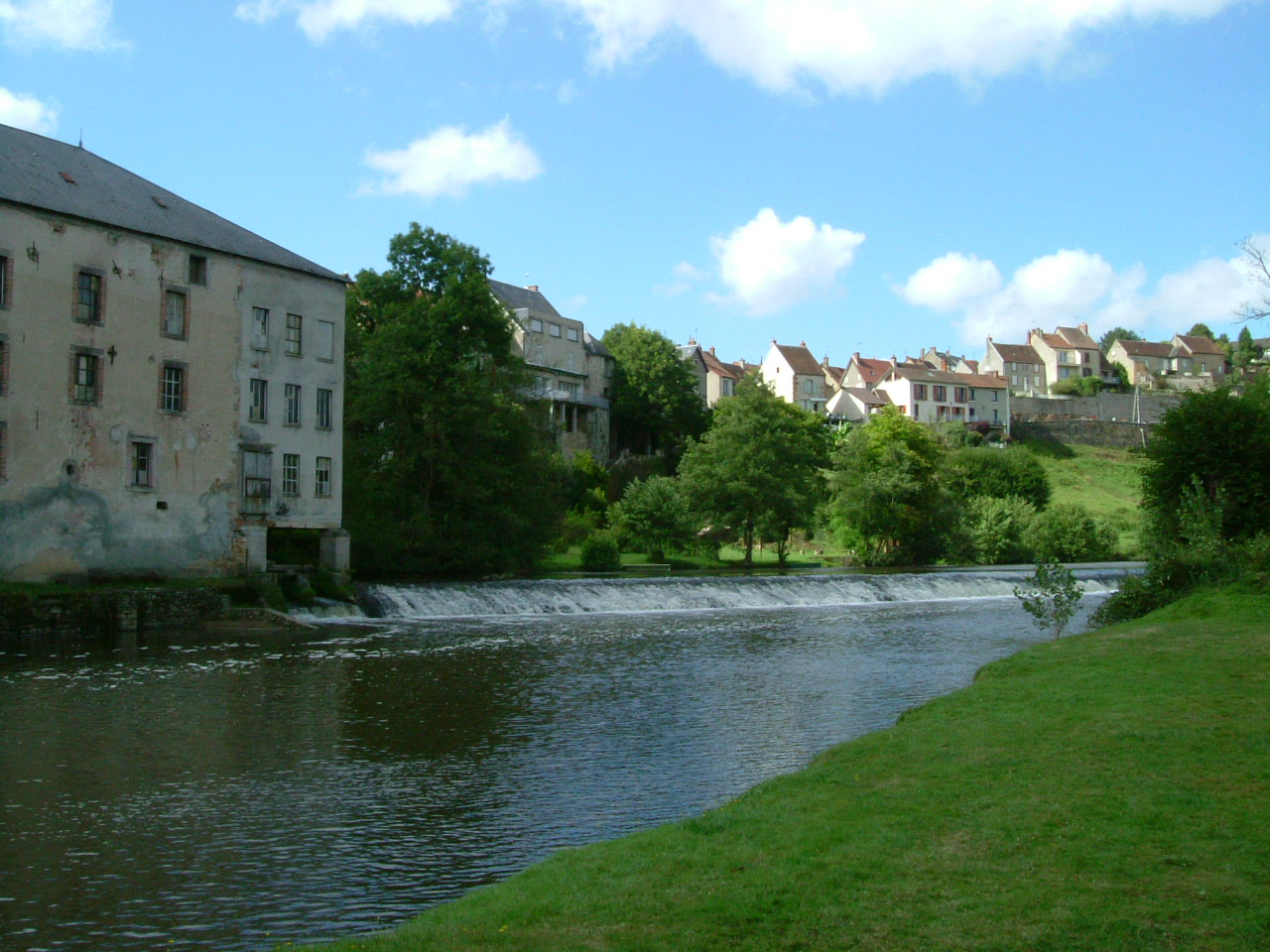
La Creuse et l'ancien moulin.

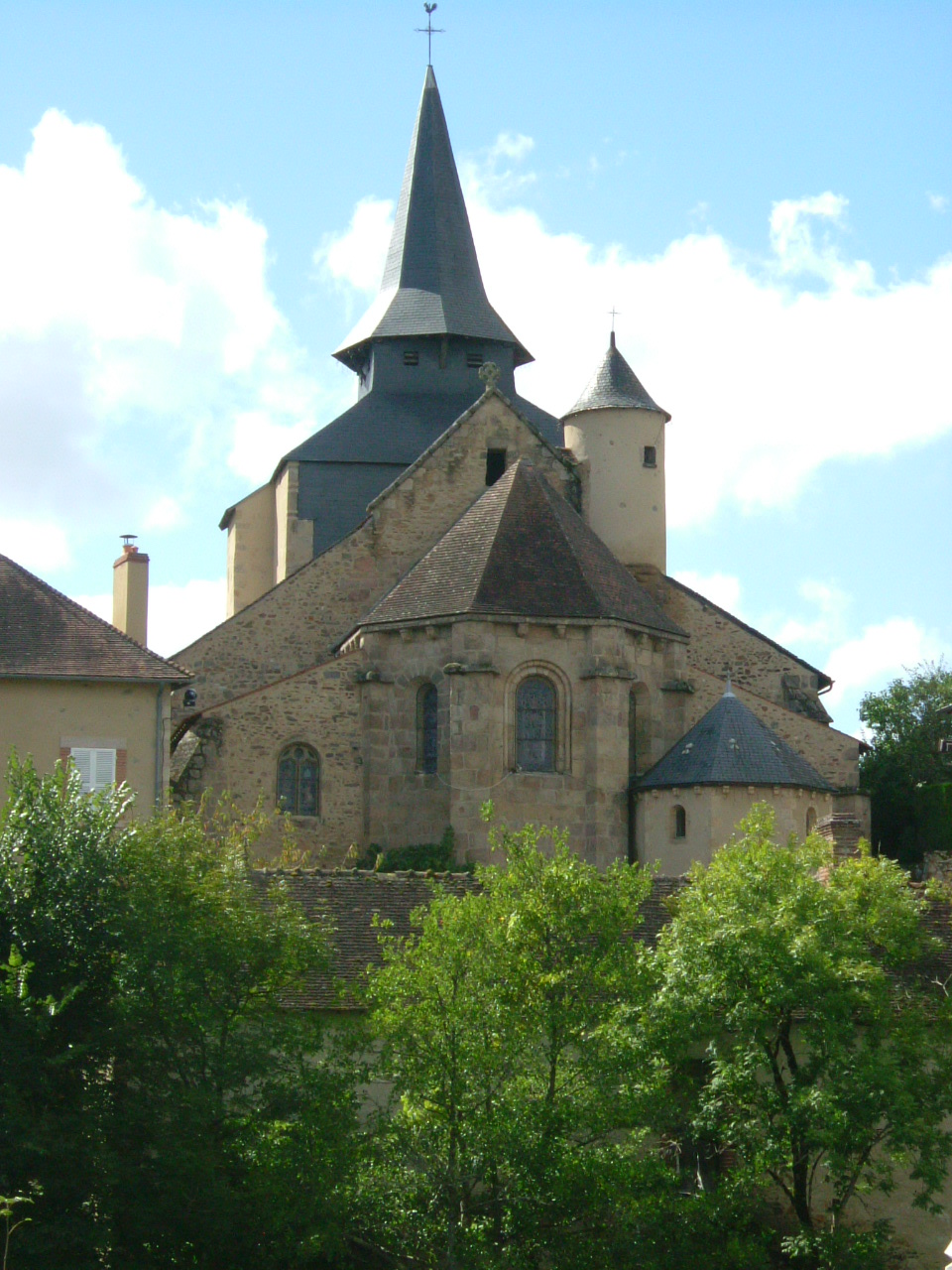
L'église Saint Pierre-ès-Liens.

### Lieux et monuments
- L'ensemble de la vallée de la Creuse, à laquelle appartient La Celle-Dunoise, est classée comme site Natura 2000.

La Creuse décrit une ample courbe, au milieu de laquelle la diagonale de la chaussée d’un ancien moulin forme une cascade dont les bouillonnements vont se perdre sous les arches d’un pont dont les origines se situent au XIVe siècle (il fut entièrement refait en 1891 à partir du plan originel).
- L'église Saint-Pierre-ès-Liens ( XIIe-XVIe),  Classée MH (1921, Porte et abside).

Située dans la partie la plus ancienne du village, surplombe la rivière. Elle est placée sous le vocable de saint Pierre-ès-Liens.
À l'origine, elle était sans doute « un  édifice à vaisseau unique avec chœur à trois ou cinq pans ». Le portail ouest (XIIIe) est de facture typiquement limousine. Sur le mur extérieur Nord, l’ancien portail polylobé a été muré ; remarquer une porte en accolade de style flamboyant (début du XVIe).
Contre le mur extérieur Sud, une « pierre des morts » n’est autre qu’un cippe gallo-romain réutilisé. La façade occidentale et la première travée de la nef ont été reconstruites en 1864 sur les plans de l'architecte départemental Masbrenier. La petite tourelle située au nord ne serait pas un vestige de fortification ; on suppose qu’il pouvait s’agir d’un pigeonnier.
À l’intérieur, on verra notamment des chapiteaux sculptés figurant des animaux. La chapelle sud, flamboyante, est consacrée à la Vierge. Elle fut consacrée en 1455 par Michel de Montbrun, évêque de Nicosie, coadjuteur de l'évêque de Limoges.
Le portail et l’abside de l'église sont classés au titre des Monuments historiques le 23 février 1921, les parties non protégées étant inscrites au titre des Monuments historiques par arrêté du 4 février 1988.
- Sur la route de Saint-Sulpice-le-Dunois, à la sortie de la Celle-Dunoise, sur la gauche, on aperçoit, creusée dans le rocher, l'entrée de la galerie d'une ancienne mine d'or (accès interdit). Elle abrite des chauve-souris, espèce protégée.
- Le barrage de l'Âge, sur la Grande Creuse, a été mis en service en 1982. Haut de près de 20 mètres, il appartient à EDF.

### Cartes postales anciennes

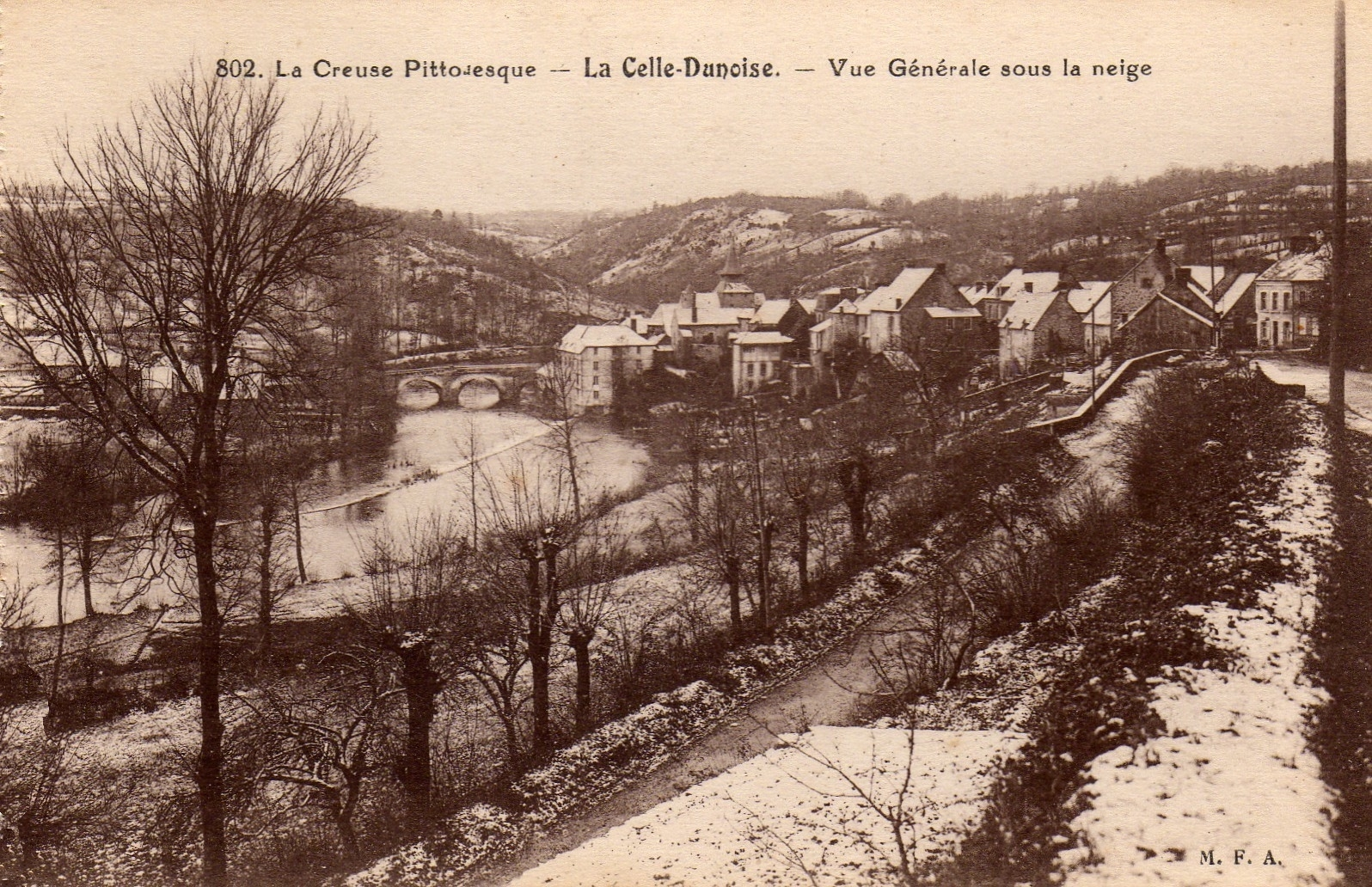
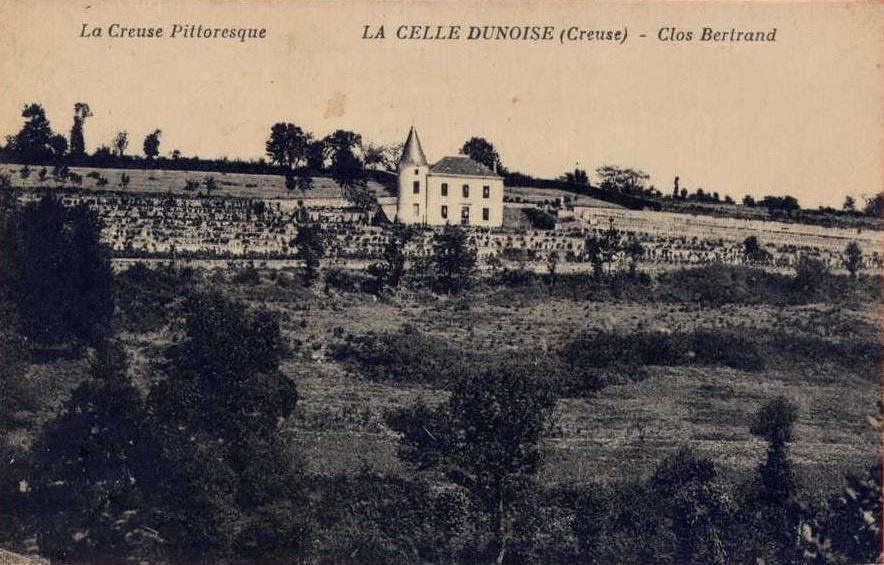
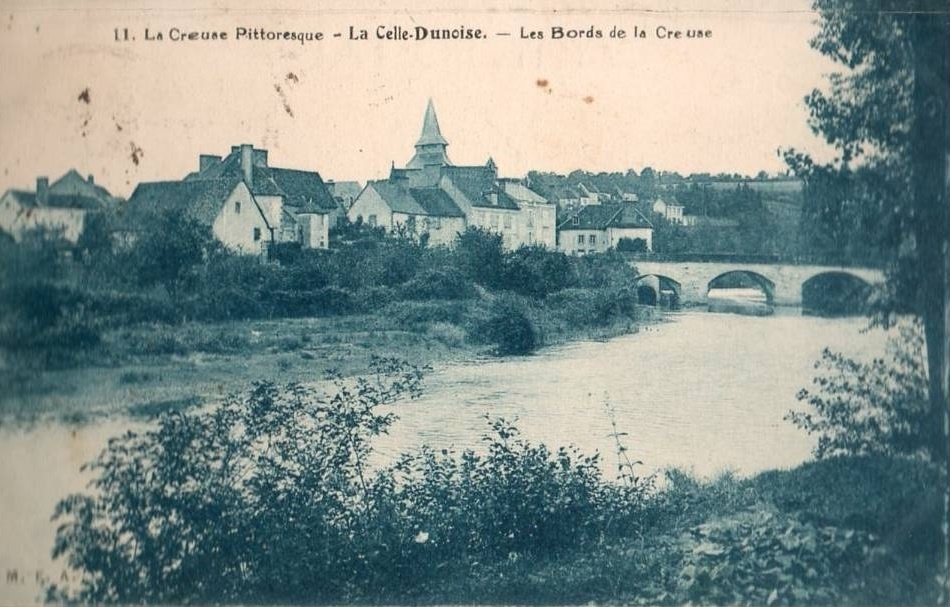
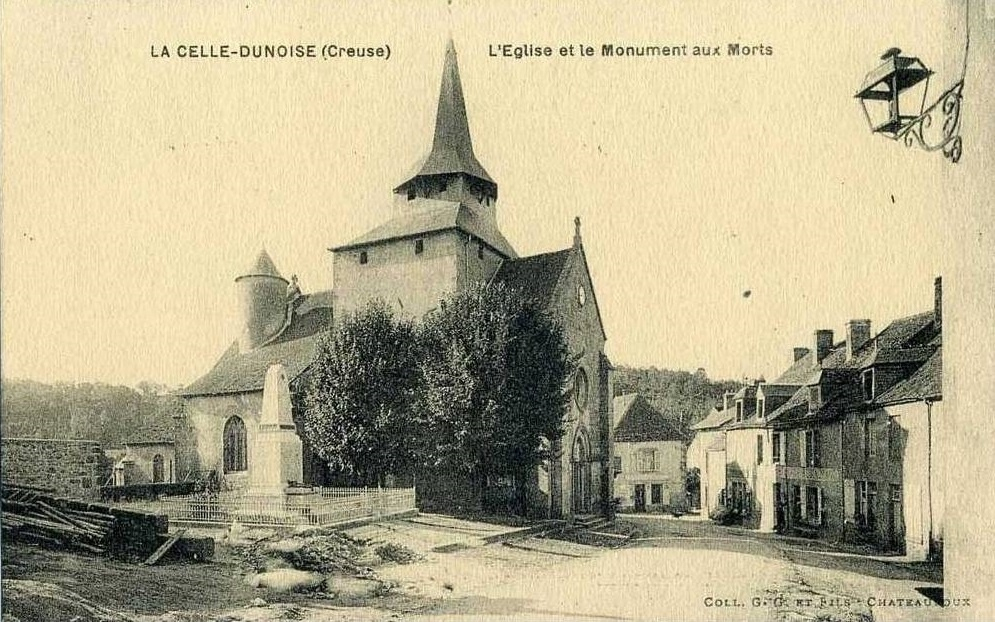
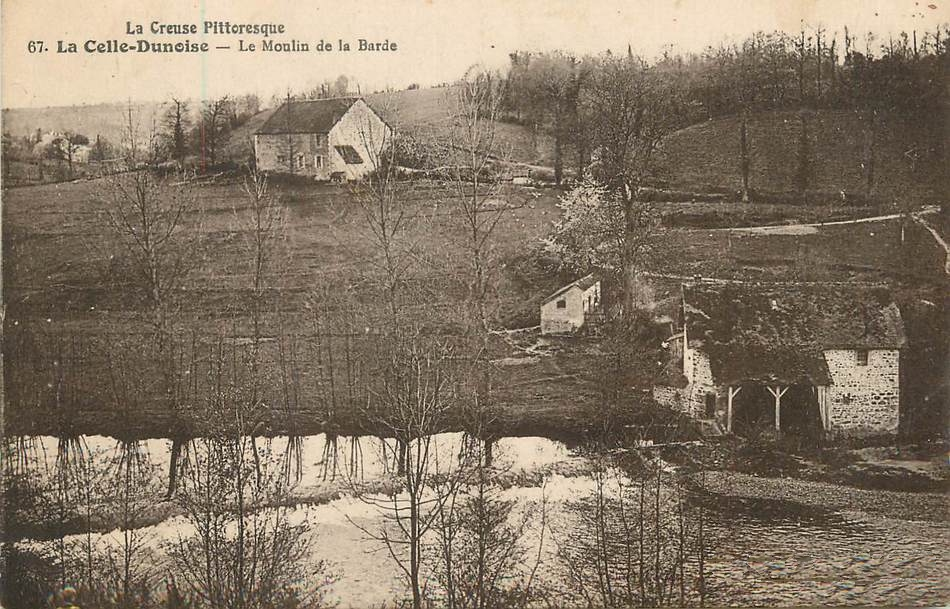
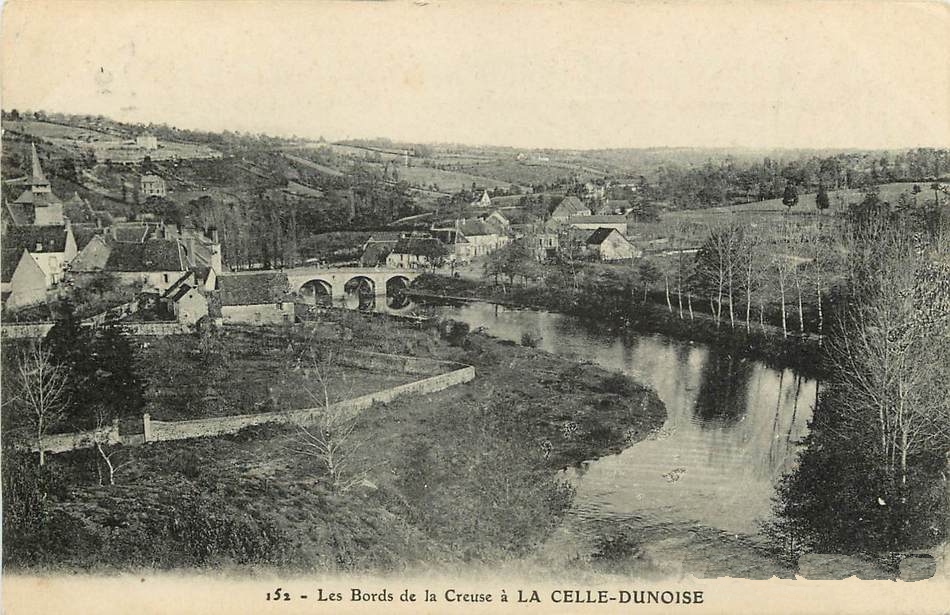

### Personnalité liée à la commune
- Louis Lacrocq (1868-1940), avocat, érudit, ancien président de la Société des sciences naturelles et archéologiques de la Creuse, auteur de nombreux articles sur l'archéologie gallo-romaine et l'architecture religieuse du département.

### Héraldique
| Blason de La Celle-Dunoise | Blason  | D'argent à une aigle de sable, becquée et membrée d'or.  |
| Blason de La Celle-Dunoise | Détails | Armes de la famille de La Celle. Utilisé par la commune. |